# Protodendrophagus antipodes
Protodendrophagus antipodes es la especie monotipo del género Protodendrophagus, coleóptero de la familia Silvanidae.

## Distribución geográfica
Habita en Nueva Zelanda.